# Whitchurch (Devon)
Whitchurch – wieś w Anglii, w hrabstwie Devon, w dystrykcie West Devon.